# Sigrid Wolf
Sigrid Wolf (n. 14 februarie 1964, Breitenwang, Tirol, Austria) este o schioare alpină ce a reprezentat Austria, medaliată olimpică. A participat la o ediție a Jocurilor Olimpice (1988) în care a câștigat o medalie de aur.

## Participări
Lista de mai jos prezintă principalele competiții la care a participat Sigrid Wolf de-a lungul carierei.
- alpine skiing at the 1988 Winter Olympics – women's Super-G[*]